# ريكي براون (لاعب كرة قدم أمريكية)
ريكي براون (بالإنجليزية: Ricky Brown)‏ هو لاعب كرة قدم أمريكية أمريكي، ولد في 27 ديسمبر 1983 في سينسيناتي في الولايات المتحدة.

## وصلات خارجية
- ريكي براون على موقع مرجع كرة القدم المحترفة.كوم (الإنجليزية)